# Cantone di Liernais
Il Cantone di Liernais era una divisione amministrativa dell'arrondissement di Beaune.
A seguito della riforma approvata con decreto del 18 febbraio 2014, che ha avuto attuazione dopo le elezioni dipartimentali del 2015, è stato soppresso.

## Composizione
Comprendeva i comuni di:
- Bard-le-Régulier
- Blanot
- Brazey-en-Morvan
- Censerey
- Diancey
- Liernais
- Manlay
- Marcheseuil
- Ménessaire
- Saint-Martin-de-la-Mer
- Savilly
- Sussey
- Vianges
- Villiers-en-Morvan